# Kevin Doets
Kevin Doets (* 5. Mai 1998 in Almere) ist ein niederländischer Dartspieler.

## Karriere
Kevin Doets gehörte zum niederländischen Team, das beim WDF Europe Cup Youth 2013 und 2014 siegte. 2018 spielte er erstmals auf der PDC Development Tour und konnte sich für die PDC World Youth Championship 2018 qualifizieren. 2019 erreichte er das Viertelfinale bei den Dutch Open zudem erreichte Doets erstmals ein Halbfinale auf der Development Tour. Bei der WDF konnte Doets zudem die Catalonian Open gewinnen. 2020 nahm der Niederländer zum ersten Mal an der PDC Qualifying School teil und konnte sich zudem als einer der besten 16 Spieler der Development Tour für die UK Open 2020 qualifizieren. Dort schaffte es Doets bis in die dritte Runde. Durch gute Leistungen auf der PDC Development Tour und PDC Challenge Tour nahm er als Nachrücker an der Winter Series im Rahmen der Players Championships 2020 teil. Bei seiner zweiten Qualifying-School-Teilnahme im Folgejahr konnte Doets erneut keine Tour Card gewinnen, qualifizierte sich jedoch erneut für die UK Open 2021. Dort schaffte er es erneut in die dritte Runde und nahm im weiteren Verlauf als Nachrücker an einigen Players Championship Events teil. Dort spielte er genügend Preisgeld ein und qualifizierte sich für die Players Championship Finals 2021, wo er gegen seinen Landsmann Michael van Gerwen verlor.
Bei der PDC World Youth Championship 2021 zog Doets bis ins Halbfinale ein, welches er mit 1:5 gegen den späteren Sieger Ted Evetts verlor.
Dank seiner Leistungen auf der PDC Development Tour 2021 durfte Doets bei der PDC Qualifying School im Januar 2022 in der Final Stage starten. Dabei erspielte er sich dank konstanter Leistungen bereits am dritten Tag die Tour Card über die Rangliste.
Bei der PDC World Darts Championship 2024 war Doets erstmals für eine PDC-Weltmeisterschaft qualifiziert. Er bestritt dort das Auftaktmatch gegen Stowe Buntz und gewann. Somit durfte er noch in der gleichen Session gegen den Titelverteidiger Michael Smith antreten. Hierbei unterlag der Niederländer mit 2:3 nach Sätzen.
Bei der PDC World Darts Championship 2025 konnte er sein Auftaktspiel gegen Noa-Lynn van Leuven mit 3:1 für sich entscheiden. In Runde 2 konnte er sich mit einem 3:2-Sieg gegen Michael Smith für die Vorjahresniederlage revanchieren.

## Weltmeisterschaftsresultate

### PDC-Junioren
- 2018: Gruppenphase (5:4-Sieg gegen  Jack Male und 1:5-Niederlage gegen  Ted Evetts)
- 2019: Gruppenphase (2:5-Niederlage gegen  Bradley Clark und 5:2-Sieg gegen  Andy Kent)
- 2020: Gruppenphase (5:0-Sieg gegen  Sven Hesse und 4:5-Niederlage gegen  Joshua Richardson)
- 2021: Halbfinale (1:5-Niederlage gegen  Ted Evetts)
- 2022: 1. Runde (3:6-Niederlage gegen  Brandon Wheening)

### PDC
- 2024: 2. Runde (2:3-Niederlage gegen  Michael Smith)
- 2025: Achtelfinale (3:4-Niederlage gegen  Chris Dobey)

## Turnierergebnisse
| Turnier                                    | 2020               | 2021               | 2022               | 2023               | 2024              | 2025 |
| ------------------------------------------ | ------------------ | ------------------ | ------------------ | ------------------ | ----------------- | ---- |
| PDC-Ranking-Turniere                       |                    |                    |                    |                    |                   |      |
| Weltmeisterschaft                          | nicht qualifiziert | nicht qualifiziert | nicht qualifiziert | nicht qualifiziert | 2R                | AF   |
| World Masters                              | nicht ausgetragen  | nicht ausgetragen  | nicht ausgetragen  | nicht ausgetragen  | nicht ausgetragen | 1R   |
| UK Open                                    | 3R                 | 3R                 | 2R                 | 5R                 | 5R                | 4R   |
| Players Championship Finals                | n/t                | 1R                 | 1R                 | 2R                 | 1R                |      |
| PDC-Turniere ohne Einfluss auf das Ranking |                    |                    |                    |                    |                   |      |
| World Series of Darts Finals               | nicht qualifiziert | nicht qualifiziert | nicht qualifiziert | n/t                | AF                |      |
| Karrierestatistiken                        |                    |                    |                    |                    |                   |      |
| Jahresendplatzierung                       | 147                | 103                | 93                 | 66                 | 51                |      |

| Legende zu den Turnierergebnissen | Legende zu den Turnierergebnissen | Legende zu den Turnierergebnissen | Legende zu den Turnierergebnissen | Legende zu den Turnierergebnissen | Legende zu den Turnierergebnissen | Legende zu den Turnierergebnissen | Legende zu den Turnierergebnissen | Legende zu den Turnierergebnissen | Legende zu den Turnierergebnissen |
| --------------------------------- | --------------------------------- | --------------------------------- | --------------------------------- | --------------------------------- | --------------------------------- | --------------------------------- | --------------------------------- | --------------------------------- | --------------------------------- |
| n/t                               | nicht teilgenommen                | n/q                               | nicht qualifiziert                | n/a                               | nicht ausgetragen                 | #R                                | Aus in jeweiliger Runde           | GP                                | Aus in der Gruppenphase           |
| AF                                | Achtelfinalist                    | VF                                | Viertelfinalist                   | HF                                | Halbfinalist                      | F                                 | Turnierfinalist                   | S                                 | Turniersieger                     |

## Titel

### PDC
- Secondary Tour Events
  - PDC Development Tour
    - PDC Development Tour 2020: 5
    - PDC European Development Tour 2021: 3
    - PDC Development Tour 2022: 4

  - PDC Challenge Tour
    - PDC Challenge Tour 2020: 10
    - PDC European Challenge Tour 2021: 2